# Keith St. John
Keith St. John (ur. 5 maja 1937 w Londynie) – brytyjski kierowca wyścigowy.

## Kariera
W latach 60. St. John ścigał się w Brytyjskiej Formule 3. W 1964 roku rywalizował Lotusami: 20 oraz 22 z silnikami BMC oraz Ford w barwach Team Speedwell. Rok później ścigał się w zespole sponsorowanym przez Radio London. Rywalizował wtedy Brabhamami (BT9, BT15) z silnikiem Ford. Wówczas to wygrał zawody St Andrews Cup na torze Brands Hatch, a w zawodach West Essex Car Club na Snetterton był drugi. W sezonie 1966 nadal ścigał się Brabhamami (BT15, BT18) w barwach Radio London Racing oraz Motor Racing Stables. St. John zajął między innymi drugie miejsce podczas piątej rundy sezonu (na torze Brands Hatch), a w końcowej klasyfikacji mistrzostw zajął dziesiąte miejsce.
Ścigał się również samochodami sportowymi, między innymi w seriach Autosport Championship oraz BSCC. W 1965 roku w ramach Autosport Championship wygrał Elvą Mk VII zawody Oxham Trophy Brands Hatch. W późniejszych latach ścigał się także samochodami marki Lotus, McLaren oraz Ford.
W 1968 był zgłoszony do trzech wyścigów Formuły 1 w McLarenie M2B: Grand Prix Monako oraz niewliczanych do Mistrzostw Świata Race of Champions i BRDC International Trophy. Nie wziął udziału w żadnym z nich.
Rywalizował również w Formule Libre i Formule 5000.
Ożenił się z Lianne Engeman, która również była kierowcą wyścigowym.

## Wyniki w Formule 1
| Legenda oznaczeń w tabelach wyników Wyświetl szablon na nowej stronie | Legenda oznaczeń w tabelach wyników Wyświetl szablon na nowej stronie                                                                     |
| Oznaczenie                                                            | Wyjaśnienie |
| --------------------------------------------------------------------- | --- |
| Złoty                                                                 | Zwycięzca lub mistrzostwo |
| Srebrny                                                               | 2. miejsce lub wicemistrzostwo |
| Brązowy                                                               | 3. miejsce lub II wicemistrzostwo |
| Zielony                                                               | Ukończył, punktował (w klasyfikacji generalnej, gdy zdobył co najmniej jeden punkt na przestrzeni sezonu, poza trzema powyższymi opcjami) |
| Niebieski                                                             | Ukończył, nie punktował (w klasyfikacji generalnej, gdy nie zdobył co najmniej jednego punktu na przestrzeni sezonu)                      |
| Czerwony                                                              | Nie zakwalifikował się (NZ) |
| Czerwony                                                              | Nie prekwalifikował się (NPK) |
| Różowy                                                                | Nie ukończył (NU) |
| Różowy                                                                | Niesklasyfikowany (NS) (w klasyfikacji generalnej, gdy nie został sklasyfikowany w żadnym wyścigu sezonu)                                 |
| Czarny                                                                | Zdyskwalifikowany (DK) |
| Czarny                                                                | Wykluczony (WYK/EX) |
| Biały                                                                 | Nie wystartował (NW) |
| Biały                                                                 | Kontuzjowany (K/INJ) |
| Biały                                                                 | Wyścig odwołany (OD/C) |
| Bez koloru                                                            | Został wycofany (WYC/WD) |
| Bez koloru                                                            | Nie przybył (NP/DNA) |
| Bez koloru                                                            | Nie brał udziału w treningach (NT/DNP) |
| Bez koloru                                                            | Nie został zgłoszony (–) |
| Pogrubienie                                                           | Start z pole position |
| Kursywa                                                               | Najszybsze okrążenie wyścigu |
| †                                                                     | Nie ukończył, ale jego rezultat został zaliczony ze względu na przejechanie więcej niż 90% dystansu wyścigu.                              |
| *                                                                     | Sezon w trakcie |
| 1/2/3                                                                 | Punktowana pozycja w sprincie kwalifikacyjnym                                                                                             |
| Lista systemów punktacji Formuły 1                                    | |

| Rok  | Zespół        | Samochód    | Silnik    | Wyniki w poszczególnych eliminacjach | Wyniki w poszczególnych eliminacjach | Wyniki w poszczególnych eliminacjach | Wyniki w poszczególnych eliminacjach | Wyniki w poszczególnych eliminacjach | Wyniki w poszczególnych eliminacjach | Wyniki w poszczególnych eliminacjach | Wyniki w poszczególnych eliminacjach | Wyniki w poszczególnych eliminacjach | Wyniki w poszczególnych eliminacjach | Wyniki w poszczególnych eliminacjach | Wyniki w poszczególnych eliminacjach | Pkt. | Msc. |
| ---- | ------------- | ----------- | --------- | ------------------------------------ | ------------------------------------ | ------------------------------------ | ------------------------------------ | ------------------------------------ | ------------------------------------ | ------------------------------------ | ------------------------------------ | ------------------------------------ | ------------------------------------ | ------------------------------------ | ------------------------------------ | ---- | ---- |
| 1968 |               |             |           |                                      |                                      | Monako                               | Belgia                               | Holandia                             | Francja                              | Wielka Brytania                      | Niemcy                               | Włochy                               | Kanada                               | Stany Zjednoczone                    | Meksyk                               | 0    | NS   |
| 1968 | Ken Sheppherd | McLaren M2B | Climax V8 | -                                    | -                                    | NW                                   | -                                    | -                                    | -                                    | -                                    | -                                    | -                                    | -                                    | -                                    | -                                    | 0    | NS   |